# Jean Marot
Jean Marot (ca. 1619 i Paris – 15. eller 16. december 1679) var en fransk arkitekt, far til Daniel Marot.
Marot er mindre kendt ved sine udførte arbejder end ved en række kobberstikpublikationer af egne og andres bygninger, der er vigtige kilder til fransk arkitekturhistorie. Hans søn Daniel fortsatte denne udgivervirksomhed.